# Toshio Matsuura
Toshio Matsuura (jap. 松浦 敏夫, Matsuura Toshio; * 20. November 1955 in Yokohama, Präfektur Kanagawa) ist ein ehemaliger japanischer Fußballspieler.

## Nationalmannschaft
1981 debütierte Matsuura für die japanische Fußballnationalmannschaft. Matsuura bestritt 22 Länderspiele und erzielte dabei sechs Tore.

## Persönliche Auszeichnungen
- Japan Soccer League Best Eleven: 1986/87, 1987/88